# ドミニク・ピオテ
ドミニク・ピオテ（fr. Dominique-Jean-Marie Piotet、1969年3月25日、フランス、レユニオン）は、フランスとアメリカの経営者で、Unit CityのCEO、『インターネットは世界をどう変えていくか 』の共著者である。

## 来歴
フランス、レユニオン生まれ。2004年にはフランスからアメリカに渡り、シンクタンクBNPパリバの米国部門でAtelier North Americaの責任者を務めた。2008年、フランシス・ピサーニとの共著で『インターネットは世界をどう変えていくか』が受賞し、2011年6月に4カ国語（フランス語、ポーランド語、ポルトガル語、スペイン語）で再出版された。
1993年-1996年 パリ政治学院で学んだ。フランス国立工芸院で経済学の修士号を取得するために学んだ。
1996-1999年 -  パリ政治学院のプロジェクトマネージャー。1999-2000年 - フランス郵政公社でeコマース戦略責任者。
2000-2001年 - Europe ConsultingのE-ビジネスラインの構築と管理を担当した。
2001-2010年 - BNPパリバ社イノベーション＆ニューテクノロジー部門長、Atelier North America社長兼ディレクター。2010-2015年 - RebellionLabの創設者、代表取締役社長[。2012年 - Silicon-Valley.frの共同設立者。
2015-2019年 - Fabernovel USのパートナーCEO。2016年以降 - スタートアップの支援を主な目的とするThe Refinersのメンター兼投資家。2018年 - Sierra Nevada Hospitalityの共同経営者。2019年以降 - Unit CityのCEO。
2020年10月から - ウクライナ、ルーマニア地域のAuchanの取締役会メンバー。2020年にフランスのスタートアップムーブメント「La French Tech Kyiv 」を主宰した。

## 家族
既婚、子供あり。